# مسجد قدس (شیراز)
مسجد قدس مربوط به دوره قاجار است و در شیراز، خیابان احمدی، جنب شاهچراغ، ابتدای بین الحرمین واقع شده و این اثر در تاریخ ۲۳ بهمن ۱۳۸۰ با شمارهٔ ثبت ۴۷۲۷ به‌عنوان یکی از آثار ملی ایران به ثبت رسیده است.